# 根小屋村
根小屋村（ねごやむら）は、神奈川県津久井郡に存在した村。現在の相模原市緑区東南部に位置した。

## 地理
- 山 ： 城山
- 川 ： 串川

## 歴史
- 1889年（明治22年）4月1日 - 町村制の施行により根小屋村が単独村制。大字は編成しなかった。中野村、又野村、三ケ木村、太井村との町村組合が発足し、組合役場を中野村に設置。
- 1909年（明治42年）5月1日 - 青山村・長竹村と合併して串川村が発足。同日根小屋村廃止。
- 1955年（昭和30年）4月1日 - 串川村が中野町・鳥屋村・青野原村・青根村および三沢村の一部（大字三沢）と合併して津久井町が発足。
- 2006年（平成18年）3月20日 - 津久井町が相模原市に編入。
- 2010年（平成22年）4月1日 - 相模原市が政令指定都市に移行し、旧村域が緑区となる。